# Bad Times at the El Royale
Bad Times at the El Royale (bra: Maus Momentos no Hotel Royale; prt: Sete Estranhos no El Royale) é um filme de suspense estadunidense de 2018 escrito e dirigido por Drew Goddard. O filme é estrelado por Jeff Bridges, Cynthia Erivo, Dakota Johnson, Jon Hamm, Cailee Spaeny, Lewis Pullman, Nick Offerman e Chris Hemsworth.

## Sinopse
Sete estranhos, cada um com um segredo, se reúnem no Hotel El Royale, no Lake Tahoe, um lugar decadente com um passado sombrio.

## Elenco
- Jeff Bridges como Pai Daniel Flynn / Dock O'Kelly
- Cynthia Erivo como Darlene Sweet
- Dakota Johnson como Emily Summerspring
  - Hannah Jane Zirke como Emily jovem
- Jon Hamm como Laramie Seymour Sullivan / Dwight Broadbeck
- Cailee Spaeny como Rose Summerspring
  - Charlotte Mosby como Rose jovem
- Lewis Pullman como Miles Miller
  - Austin Abell como Miles jovem
- Chris Hemsworth como Billy Lee
- Nick Offerman como Felix O'Kelly
- Xavier Dolan como produtor musical Buddy Sunday
- Shea Whigham como Dr. Woodbury Laurence
- Mark O'Brien como ladrão de banco Larsen Rogers
- Charles Halford como prisioneiro Sammy Wilds
- Jim O'Heir como mestre de cerimônias Milton Wyrick
- Stephen Stanton como a voz de J. Edgar Hoover
- Rebecca Toolan como Helen Gandy
- Billy Wickman como Hutch Summerspring
- William B. Davis como Juiz Gordon Hoffman
- Manny Jacinto como Waring "Wade" Espiritu
- Jonathan Whitesell como Chris "Flicker" Grimes
- Katharine Isabelle como Aunty Ruth Pugh
- Sarah Smyth como Ginger Miller

## Lançamento
O primeiro trailer do filme foi lançado em 7 de junho de 2018. O filme teve seu lançamento no TCL Chinese Theatre em 22 de setembro de 2018, no Fantastic Fest em 27 de setembro de 2018, e também foi exibido no Festival Internacional de Cinema de San Sebastián. Posteriormente, foi lançado nos cinemas estadunidenses em 12 de outubro de 2018.

## Recepção
Bad Times at the El Royale recebeu avaliações positivas da crítica e do público. No Rotten Tomatoes, o filme tem 74% de aprovação, com base em 258 resenhas, com nota 6,7/10, com uma leitura de consenso críticoː “Inteligente, estiloso e repleto de atuações sólidas, Bad Times at the El Royale oferece pura pipoca divertida com o sabor salgado do subtexto social.” Parte da audiência tem 74% de aprovação, com base em mais de 5 mil votos, com nota 3,7/5.
O site Metacritic deu ao filme uma pontuação de 60 em 100, com base em 43 críticas, indicando “críticas mistas”. O público consultado pelo CinemaScore deu ao filme um “B-” em uma escala de A+ a F.  No site FilmAffinity, o filme tem nota 6,5/10, com base em 12.456 votos.
Foi o vencedor do Prêmio Saturno de “Melhor Filme de Suspense” em setembro de 2019.